# Tropic (Film)
Tropic ist ein Science-Fiction-Film von Édouard Salier. Die Premiere des Filmdramas mit Pablo Cobo und Louis Peres als Zwillingsbrüder, die sich gemeinsam auf eine Weltraummission vorbereiten, bis ein mysteriöser Zwischenfall die Karriere des einen Bruders zunichtemacht, erfolgte im September 2022 beim Fantastic Fest. Anfang August 2023 kam der Film in die französischen Kinos.

## Handlung
Wir schreiben das Jahr 2041. Die 19-jährigen Zwillingsbrüder Lázaro und Tristán sind nicht nur beste Freunde, sie trainieren auch gemeinsam für die Aufnahmetests der Astronaut Academy, einer elitären Militärschule. Hier werden Teilnehmer für das Eternity-Projekt gesucht, bei dem ein Team von europäischen Astronauten für mehrere Jahre, möglicherweise auch mehrere Jahrzehnte, auf eine Mission in den Weltraum geschickt wird. Lázaro und Tristán wollen zwei der drei Plätze bekommen, die für Franzosen vorgesehen sind.
Dann jedoch kommt es zu einem schrecklichen Zwischenfall. Als sie nachts in einem nahegelegenen See schwimmen, fällt ein mysteriöses Objekt vom Himmel und füllt das Wasser mit einer seltsamen Flüssigkeit. Lázaro schafft es rechtzeitig ans rettenden Ufer, aber Tristán hat nicht so viel Glück. Die leuchtend grüne Substanz infiziert ihn vollständig. Tristáns Gesicht und sein Körper sind an den Stellen deformiert, die mit der Substanz in Berührung kamen. Auch sein Gehirn ist nach dem Vorfall in Mitleidenschaft gezogen. So ist der Spitzensportler mit dem brillanten Verstand plötzlich schwerbehindert.
Nicht nur sein Leben ändert sich schlagartig, sondern auch das seines Bruders und ihrer Mutter Mayra, am schlimmsten aber ist die Situation für Tristán selbst. Der junge Mann versucht mit dem Verlust von all dem klarzukommen, das einst seine Identität ausmachte, seine Sportlichkeit, sein Aussehen, seine Intelligenz und sein Selbstvertrauen.

## Produktion

### Filmstab und Besetzung

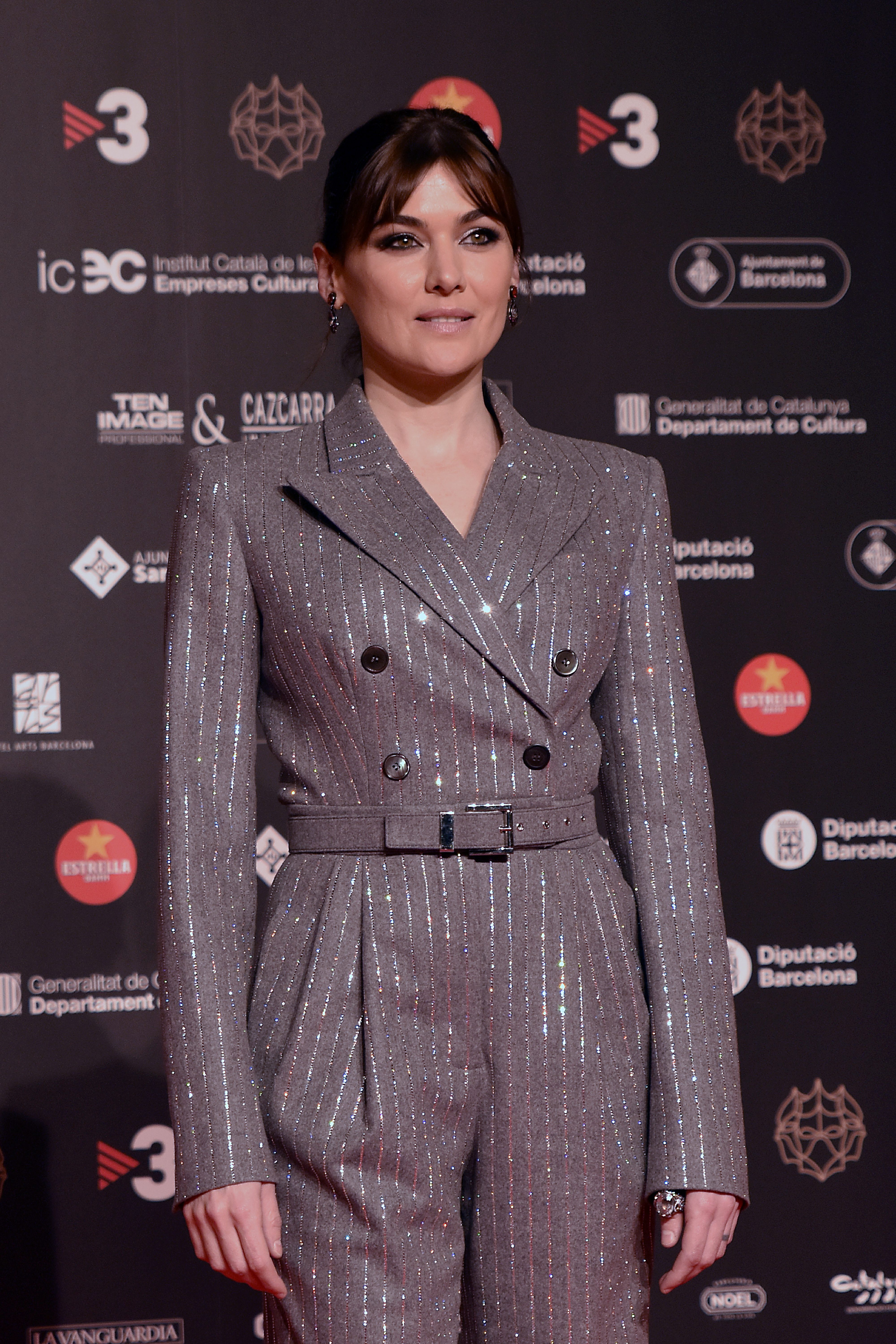
Marta Nieto spielt Mayra

Regie führte Édouard Salier. Es handelt sich bei Tropic um das Spielfilmdebüt des Franzosen. Zuvor war er für eine Reihe von Werbespots und Musikvideos verantwortlich, unter anderem für Massive Attack und Metronomy. Er unterrichtet außerdem regelmäßig an der École Cantonale d’Art de Lausanne.
Die französischen Schauspieler Pablo Cobo und Louis Peres sind in den Hauptrollen als die Zwillingsbrüder Làzaro und Tristán Guerrero zu sehen. Die spanische Schauspielerin Marta Nieto spielt ihre Mutter Mayra.

### Filmmusik und Veröffentlichung
Die Filmmusik komponierte der französische Electro-Musiker SebastiAn aka Sebastian Akchoté. Das Soundtrack-Album mit insgesamt 17 Musikstücken wurde Anfang August 2023 von Ed Banger Records/Because Music als Download und Mitte September 2023 auf Vinyl veröffentlicht. Auf dem Album befindet sich auch der Song Twin, den SebastiAn gemeinsam mit dem Bassisten und Sänger der Indie-Pop-Rock-Band The xx Oliver Sim schrieb.
Die Premiere des Films fand am 23. September 2022 beim Fantastic Fest statt. Im Oktober 2022 wurde er beim Sitges Film Festival gezeigt. Im März 2023 erfolgten Vorstellungen beim Glasgow Film Festival und im Juli 2023 beim Neuchâtel International Fantastic Film Festival. Am 2. August 2023 kam der Film in die französischen Kinos. Ende Oktober 2023 wurde er bei den Hofer Filmtagen gezeigt.

## Rezeption

### Kritiken
Von den bei Rotten Tomatoes aufgeführten Kritiken sind 91 Prozent positiv.

### Auszeichnungen
Neuchâtel International Fantastic Film Festival 2023
- Nominierung als Bester Spielfilm für den Prix H. R. Giger «Narcisse» (Édouard Salier)[7]

Sitges Film Festival 2022
- Nominierung als Bester Film im Official Fantàstic Competition (Édouard Salier)[10]